# Pathocerus wagneri
Pathocerus wagneri is een keversoort uit de familie Vesperidae. De wetenschappelijke naam van de soort werd in 1901 gepubliceerd door Charles Owen Waterhouse.